# Микел Ниева
Микел Ниева (на испански: Michel Nieva) е аржентински преподавател, преводач на антична поезия и писател, автор на произведения в жанра научна фантастика, фентъзи, лирика и документалистика.

## Биография и творчество
Роден е в Буенос Айрес, Аржентина на 7 март 1988 г. Следва философия във Факултета по философия и литература на Университета на Буенос Айрес. Прави докторантура в Нюйоркския университет, където е и преподавател.
От юношеството започва да създава научнофантастична вселена в „дистопично бъдеще, в което цялото човечество и начин на живот са изчезнали“. Първата му книга, стихосбирката „Кошче за отпадъци“, е издадена през 2011 г. През 2013 г. е издаден романът му „Сънят на Гаучоида“. В експерименталния киберпънк роман има три основни сюжетни линии – в първата е бунтът на един андроид „гаучоид“, който едновременно с това рецитира стихове и пее като паядор (аржентински бард); втората е за откриването на нови наркотици от големите корпорации и как те смазват хората по своя път; а третата за влюбено момче, което попада в секта, която пробужда тялото на Д. Ф. Сармиенто, един от първите президенти на Аржентина, но експериментът води до убийството на множество хора. Историята е алегория за насилието в Аржентина през 2001 г., за заплахите от използването на технологиите, за взаимното проникване на човека и машината, и за реалната и подменената действителност. Въз основа на научнофантастичната вселена на романа, създава сценария за 8-битовата видео игра Choose Your Own Gauchoid.
В сборника си с есета „Технология и варварство“ от 2020 г. изследва различни текстове от аржентинската литература от жанра на „аржентинския киберпънк“.
Превежда от старогръцки „Фрагментите на Хераклит“ и текстове за „Антология на гръцките писателки“, като и разкази от английски език от Уилям Фокнър, Анджела Картър, Джеймс Типтри-младши, Филип К. Дик, и други.
През 2021 г. e обявен от списание „Гранта“ за един от най-добрите млади писатели на испански език. Печели наградата „О. Хенри“ за разказа си „Дете денга“ през 2022 г.

## Произведения

### Самостоятелни романи
- ¿Sueñan los gauchoides con ñandúes eléctricos? (2013)[1][3]
Сънят на Гаучоида, изд.: „Унискорп“, София (2018), прев. Николай Тодоров
- Ascenso y apogeo del imperio argentino (2018)
- La infancia del mundo (2023)[5]

### Поезия
- Papelera de reciclaje (2011)[1]

### Сборници
- Tecnología y barbarie (2020) – 8 есета[1]

### Разкази
- Niño Dengue (2022)[1]